# Hermann Winkhaus
Hermann Winkhaus (* 14. März 1897 in Essen; † 1. Oktober 1968 in München) war ein deutscher Industrieller.

## Leben
Nach seiner Teilnahme am Ersten Weltkrieg, wo er mit dem Ritterkreuz des Königlichen Hausordens von Hohenzollern ausgezeichnet wurde, studierte Hermann Winkhaus Bergbau in Freiburg, wo er sich 1919 dem Corps Rhenania Freiburg anschloss. 1919 wurde er Mitglied der Wirtschaftsvereinigung zur Förderung der geistigen Wiederaufbaukräfte, die das Kapital für das Presseimperium von Alfred Hugenberg bereitstellte.
Nach seiner Promotion zum Dr.-Ing. wurde er 1924 Bergassessor, dann von 1927 bis 1932 Bergwerksdirektor auf der Gutehoffnungshütte in Oberhausen, von 1932 bis 1935 Bergwerksdirektor bei der Hoesch-Köln-Neuessen AG für Bergbau und Hüttenbetrieb in Essen und Dortmund. Ab 1935 war Winkhaus Vorstandsmitglied der Mannesmann AG, ab 1940 deren stellvertretender Vorstandsvorsitzender, von 1957 bis 1962 deren Vorsitzender.
Winkhaus erhielt die Ehrendoktorwürde der landwirtschaftlichen Fakultät Weihenstephan der Technischen Hochschule München. 1957 wurde er Mitglied des Senats der Max-Planck-Gesellschaft und der Studienstiftung des Deutschen Volkes, 1966 Vorsitzender des Vorstandsrates des Deutschen Museums in München und Träger des Ehrenrings.
Winkhaus gehörte von 1959 bis 1960 dem Beirat der Friedrich-Naumann-Stiftung an.